# Sinabelkirchen
Sinabelkirchen es un municipio situado en el distrito de Weiz, en el estado de Estiria, Austria. Tiene una población estimada, a inicios de 2024, de 4485 habitantes.